# Literarisches Lernen
Als Literarisches Lernen bezeichnet man in der Deutschdidaktik eine Zielstellung des Literaturunterrichts.
Der Deutschdidaktiker Kaspar H. Spinner veröffentlichte 2006 im Kontext der Diskussion um Bildungsstandards in einer Ausgabe der Fachzeitschrift Praxis Deutsch Elf Aspekte literarischen Lernens (2006), womit er eine breite fachdidaktische Diskussion auslöste, was literarisches Lernen ausmacht und wie es zu fördern ist. Einen Einblick in diese Diskussion bietet die Ausgabe 2/2015 der Online-Zeitschrift Leseräume.
In seinem Praxis Deutsch-Artikel unterscheidet Spinner die folgenden 11 Aspekte:
1. Beim Lesen und Hören Vorstellungen entwickeln
2. Subjektive Involviertheit und genaue Wahrnehmung miteinander ins Spiel bringen
3. Sprachliche Gestaltung aufmerksam wahrnehmen
4. Perspektiven literarischer Figuren nachvollziehen
5. Narrative und dramaturgische Handlungslogik verstehen
6. Mit Fiktionalität bewusst umgehen
7. Metaphorische und symbolische Ausdrucksweise verstehen
8. Sich auf die Unabschließbarkeit des Sinnbildungsprozesses einlassen
9. Mit dem literarischen Gespräch vertraut werden
10. Prototypische Vorstellungen von Gattungen/Genres gewinnen
11. Literaturhistorisches Bewusstsein entwickeln

In einem zweiten Beitrag, der 2007 in der Zeitschrift kjl&m erschienen ist, konkretisiert er das Konzept des literarischen Lernens für die Primarstufe und nennt folgende zehn Aspekte:
1. Literarisches Lernen schließt das Hören ein
2. Literarisches Verstehen hat mit Sinneswahrnehmung zu tun
3. Literarisches Verstehen setzt Vorstellungsbildung voraus
4. Literarisches Lernen heißt, sich auch auf ungewohnte Sprache einzulassen
5. Literarisches Verstehen schließt subjektive Beteiligung ein
6. Literarisches Lesen hat mit psychologischem Erkunden zu tun
7. Zum literarischen Lernen gehört eine besondere Gesprächskultur
8. Literarische Texte regen ein Nachdenken über Fiktion und Wirklichkeit an
9. Für das literarische Verstehen ist die Erschließung symbolischer Bedeutungen wichtig
10. Literarisches lernen erfolgt auch durch Schreiben nach literarischen Mustern